# Tony O’Shea
Tony O’Shea (* 9. Mai 1961 in Stockport) ist ein englischer Dartspieler. Sein Spitzname ist „Silverback“.
Bekannt wurde O’Shea vor allem als dreimaliger Vizeweltmeister der British Darts Organisation, bei dessen World Professional Darts Championship er 2009, 2012 und 2013 das Finale erreichen konnte.

## Karriere

### 1995–2003: Anfänge und erster Titel
Tony O’Sheas Profidartskarriere begann mit einem Viertelfinale bei den Welsh Open im Jahr 1995. Zwei Jahre später konnte er dies wiederholen und zog sogar ins Halbfinale ein.
Sein erstes Darts-Majorturnier war das Winmau World Masters im Jahr 2000. Hier besiegte er unter anderem John Part und Dave Askew, bevor er im Viertelfinale an Chris Mason scheiterte.
Daraufhin begann O’Shea regelmäßig die Turniere der British Darts Organisation zu spielen. So stand er im April 2001 im Halbfinale der Finnish Open. Sein erstes PDC-Turnier waren die Swiss Open im Juni. Hier kam er ins Viertelfinale. Bei den World Masters war O’Shea dieses Mal jedoch weniger erfolgreich und gewann nur ein Spiel.
2002 nahm O’Shea erstmals an der BDO World Darts Championship teil. In der ersten Runde traf er auf Colin Monk, welcher ihn mit 3:2 in Sätzen besiegte und noch bis ins Halbfinale einziehen sollte.
Sein erstes großes Finale spielte O’Shea bei den Belgium Open im August 2002, welches er gegen Ted Hankey verlor. Bei der ersten Austragung der World Darts Trophy, dem Vorgänger der BDO World Trophy, spielte sich O’Shea an Shaun Greatbatch, John Walton, Bob Taylor und in einem knappen Match auch an Raymond van Barneveld vorbei bis in sein erstes Major-Finale. Dort traf er auf den aktuellen Weltmeister Tony David und verlor das Spiel mit 0:6 in Sätzen.
Beim World Masters konnte O’Shea wieder nur ein Spiel gewinnen. Bei den Doeland Grand Masters kurz darauf hingegen gelang ihm ein weiterer Halbfinaleinzug.
Bei der BDO World Darts Championship 2003 konnte O’Shea erstmals ein Spiel gewinnen. In der ersten Runde besiegte er Ex-Weltmeister Ted Hankey mit 3:2. Der letzte Satz ging dabei in die Verlängerung, wobei O’Shea diesen mit 5:3 für sich entscheiden konnte, indem er 42 Punkte über 10, Doppel-16 auscheckte, nachdem Hankey zwei Darts auf Doppel verpasst hatte. Das Zweitrundenmatch gegen Colin Monk ging ebenfalls in die Verlängerung und wurde erst im Last-Leg-Decider entschieden. Während O’Shea darauf wartete 80 Punkte Rest zu checken, spielte Monk ein sensationelles 102er-Finish über Triple 20, 10, Doppel 16 und zog damit in die nächste Runde ein.
Bei der 2003 konnte O’Shea die ersten beiden Gruppen als Erstplatzierter beenden und qualifizierte sich damit für das Viertelfinale, in dem er gegen Martin Adams verlor.
Im Juni 2003 gewann O’Shea erstmals ein Profidartturnier. Im Finale der Swiss Open konnte er sich gegen Tony West durchsetzen. Bei der World Darts Trophy gewann er allerdings kein Spiel.
Im Oktober 2003 nahm O’Shea erstmals am WDF World Cup teil. Im Einzel erreichte er das Viertelfinale, welches er gegen den späteren Titelträger Raymond van Barneveld verlor. Zusammen mit Andy Fordham kam er aber ins Finale beim Doppel. Hier unterlagen sie jedoch Martin Adams und Mervyn King.
Beim Doeland Grand Masters ging es für O’Shea dieses Mal sogar bis ins Halbfinale.

### 2004–2008: Gold beim WDF World Cup
Die BDO World Darts Championship 2004 schloss O’Shea erstmals mit einem Halbfinaleinzug ab. Dafür besiegte er zunächst Gary Anderson mit 3:0 in Sätzen, bevor er sich gegen Gary Robson erst im letzten Satz durchsetzen konnte. Im Viertelfinale traf er dann wieder auf Ted Hankey und ließ ihm nur einen Satz übrig. In seinem ersten WM-Halbfinale verlor er dann schließlich mit 1:5 gegen Mervyn King.
Zu Beginn des Jahres 2004 verlor er das Finale der German Open gegen Gary Anderson. Bei der World Darts Trophy im September zog er nach Siegen über Steve Duke Snr und Vincent van der Voort ins Viertelfinale ein, in dem er Mervyn King unterlag.
Beim World Masters spielte sich O’Shea erstmals ins Finale, nachdem er zuvor wieder mal Ted Hankey mit 6:4 in Sätzen besiegen konnte. Das Finale verlor er dann jedoch gegen Mervyn King mit 7:6, wobei der letzte Satz wieder einmal in die Verlängerung ging. King holte mit diesem Sieg seinen ersten Major-Titel.
Beim Doeland Grand Masters im Dezember kam O’Shea ins Viertelfinale, erneut war der letzte Gegner Mervyn King. Bei der BDO World Darts Championship 2005 traf er in der ersten Runde auf Marko Kantele und verlor mit 1:3.
Ein weiteres großes Finale erreichte O’Shea bei der International Darts League im Mai 2005. Er setzte sich zunächst souverän in seiner Vorrundengruppe ohne Niederlage durch und gewann auch die darauffolgenden Runden gegen Shaun Greatbatch, Martin Atkins und Martin Adams. Sein größter Konkurrent bei der BDO Mervyn King behielt jedoch auch dieses Mal mit 13:11 im Finale die Oberhand.
Die World Darts Trophy schloss O’Shea ohne Sieg ab. Auch beim World Masters und dem Leendesk Masters gab es nichts zu holen. Dennoch war er bei der BDO World Darts Championship 2006 an Nummer 6 gesetzt. Sein erstes Spiel gegen Tony West konnte O’Shea auch mit 3:1 für sich entscheiden, bevor ihm ein Whitewash gegen Vincent van der Voort gelang. Danach allerdings musste er sich dem späteren Finalisten Raymond van Barneveld geschlagen geben.
Im Jahr 2006 gelangen dann wieder Siege bei den Majors, ohne dabei jedoch den ganz großen Erfolg zu erreichen und so spielte O’Shea sich nur als Ungesetzter zur Weltmeisterschaft 2007, bei der er ohne Satzgewinn gegen Martin Adams verlor.
Im Mai 2007 spielte O’Shea erstmals ein großes PDC-Turnier. Bei der International Darts League gelang ihm dabei nicht nur der sensationelle Einzug ins Viertelfinale, sondern zusätzlich auch ein Nine dart finish bei seinem 7:4-Erfolg über Adrian Lewis.
Beim WDF World Cup 2007 errang O’Shea gemeinsam mit dem englischen Team die Goldmedaille nach einem Sieg über die Niederlande. Beim World Masters erreichte er zusätzlich das Viertelfinale.
Bei der BDO World Darts Championship 2008 war O’Shea dann wieder als Nummer 5 gesetzt und gewann die erste Runde knapp gegen Steve Farmer. In der zweiten Runde musste er sich dann aber mit 2:4 gegen Robert Thornton geschlagen geben.
Im Oktober 2008 gewann O’Shea das Welsh Masters im Finale gegen Mark Barilli und zog später sowohl beim World Masters als auch beim Zuiderduin Masters ins Halbfinale ein.

### 2009–2011: Erstes BDO-WM-Finale und Grand-Slam-Teilnahmen
In die BDO World Darts Championship 2009 startete O’Shea daraufhin als die 9 der Welt. Zwei ungefährdete Siege ohne Satzverlust gelangen ihm dort zum Auftakt gegen Daniel Larsson und Edwin Max. Auch gegen Gary Anderson gewann O’Shea mit 5:3 und zog erstmals in ein WM-Halbfinale ein. Dieser gewann er dann ebenfalls mit 6:4 gegen Darryl Fitton und erzielte somit den Finaleinzug, wo er auf Ted Hankey traf. O’Shea lag hierbei zwischenzeitlich mit 4:6 zurück, erkämpfte sich aber noch einmal zurück, so dass ein finaler Satz vonnöten war. In diesem konnte sich dann jedoch Hankey mit 1:3 durchsetzen und das Turnier gewinnen.
Es folgte für O’Shea ein sehr erfolgreiches Jahr 2009, in dem er mehrere Viertel- und Halbfinale erreichte. Siege gab es zunächst bei den Scottish Open und den BDO International Open, ein Finale Ende Juni bei den England Open. Hinzu kam ein Sieg bei den Welsh Classic und außerdem ein Halbfinaleinzug beim World Masters. Nicht ganz zum Sieg reichte es bei den Welsh Masters und dem BDO International Grand Prix, jedoch erstmals konnte sich O’Shea beim WDF World Cup im Einzel durchsetzen.
Als Vizeweltmeister qualifizierte sich O’Shea erstmals für den Grand Slam of Darts und konnte somit erstmals an einem PDC-Major teilnehmen. Ihm gelang es, seine Vorrundengruppe ohne Niederlage abzuschließen und ins Achtelfinale einzuziehen. In einem knappen Spiel setzte sich O’Shea im Last-Leg-Decider gegen Mark Webster durch, bevor er gegen Darts-Legende und den späteren Turniersieger Phil Taylor verlor.
Bei der BDO World Darts Championship 2010 war O’Shea erstmals an Nummer eins gesetzt. Er gewann seine ersten drei Spiele gegen Robbie Green, Stephen Bunting und Robert Wagner mit 3:2, 4:0 und 5:1 und schaffte es damit erneut ins Halbfinale. Hier beendete jedoch Dave Chisnall den Lauf O’Sheas und besiegte ihn mit 3:6.
Auch im Jahr 2010 gelangen O’Shea wieder einige Finaleinzüge, so bei den Belgium Open oder dem Doppelwettbewerb des WDF Europe Cups gemeinsam mit Darryl Fitton. Außerdem qualifizierte er sich erneut für den Grand Slam of Darts, wo er erneut die Vorrunde ohne Niederlage überstand. Dieses Mal musste er sich jedoch bereits im Achtelfinale geschlagen geben, nachdem er 7:10 gegen Terry Jenkins verlor.
Beim Zuiderduin Masters 2010 zog O’Shea nach soliden Leistungen ins Halbfinale ein, welches er knapp mit 2:3 gegen Ross Montgomery verlor. Die BDO World Darts Championship 2011 verlief hingegen enttäuschend für O’Shea. Bereits in Runde eins musste sich der ehemalige Vizeweltmeister mit 1:3 gegen Ross Smith geschlagen geben.
Bis August 2011 erreichte O’Shea zwei Finals, einmal bei den German Open und einmal bei den Swedish Open. Beim WDF World Cup durfte er dann jedoch zwei Goldmedaillen mit nach Hause nehmen: einmal im Doppel mit Martin Adams und einmal im Team nach Sieg über Finnland.
Es folgte ein Titel bei den Northern Ireland Open und die dritte Teilnahme in Folge beim Grand Slam of Darts, dieses Mal jedoch mit nur einem Sieg und dem Verlassen der Gruppe als Letzter.

### 2012 bis heute: Zwei WM-Finals und der Absturz in die hinteren Reihen
Bei der BDO World Darts Championship 2012 war O’Shea als Nummer 8 gesetzt. Einen ungefährdeten 3:0 erreichte er in Runde eins gegen Steve West, bevor er sich auch in Runde 2 gegen Ross Montgomery mit drei Sätzen Vorsprung durchsetzte. Mit demselben Abstand setzte sich O’Shea gegen die Nummer eins Martin Adams durch und stand damit erneut vor einem Finaleinzug. Dieser gelang auch, wenn auch nur knapp nachdem es im letzten Satz Wesley Harms misslang über die Doppel 20 in Legs auszugleichen. O’Shea checkte daraufhin über die Doppel 10 zum 3:1 aus und gewann damit das Halbfinale.
In seinem zweiten WM-Finale wartete mit Christian Kist ein ziemlicher Neuling auf ihn, welcher sich über ein Qualifikationsturnier die Teilnahme erspielt hatte. Gegen diesen lag O’Shea dann jedoch zwischenzeitlich mit 6:2 zurück, wogegen auch drei Sätze in Folge nichts mehr ausrichten konnten. Kist gewann mit 5:7 und O’Shea musste sich erneut mit der Vizeweltmeisterschaft begnügen.
Beim World Masters konnte sich O’Shea bis ins Finale spielen, wo er mit 4:7 gegen Stephen Bunting verlor. Beim Grand Slam of Darts 2012 musste er das Turnier erneut mit nur einem Sieg verlassen. Nach einem Viertelfinale bei den Zuiderduin Masters ging O’Shea als Viertgesetzter in die BDO World Darts Championship 2013. Es begann ähnlich wie im vergangenen Jahr mit einem 3:0 in der ersten Runde gegen John Walton und einem 1:4 in der zweiten Runde gegen Steve Douglas, bevor er sich mit 5:3 auch gegen Robbie Green durchsetzen konnte. Im Halbfinale schlug er dann wie 2012 den Niederländer Wesley Harms mit 6:4 und spielte damit sein zweites WM-Finale in Folge. Gegen einen zu starken Scott Waites konnte er dann jedoch nur einen Satz für sich entscheiden und wurde zum dritten Mal Vizeweltmeister der BDO.
Das Jahr 2013 verlief für O’Shea zunächst weniger gut, bevor mit den French Open und den Romanian Open erste Titel ins Haus kamen. Eine Goldmedaille errang er im Doppel beim WDF World Cup sowie einen Einzug in die Endrunde beim Grand Slam of Darts, wo er sich zwar mit 10:7 gegen Andy Hamilton durchsetzen konnte, dann aber mit 6:16 gegen Robert Thornton verlor.
Bei der BDO World Darts Championship 2014 schließlich konnte O’Shea nicht an die Erfolge aus den Vorjahren anknüpfen. Er verlor mit 0:3 gegen Martin Adams.
2014 konnte er in drei Finale einziehen. Das erste bei den BDO International Open verlor er gegen Martin Adams. Beim Jersey Classic setzte er sich mit 4:2 gegen Darryl Fitton durch. Bei den Czech Open war Jan Dekker etwas zu stark für ihn.
Beim Grand Slam of Darts 2014 gelang O’Shea erneut nur ein Sieg. Dafür erreichte er aber das Halbfinale bei~ Zuiderduin Masters.
Die BDO World Darts Championship 2015 endete für O’Shea wieder in Runde eins, als er im letzten Satz gegen den späteren Weltmeister Scott Mitchell verlor.
Erstmals wieder konnte O’Shea im darauffolgenden Jahr kein Finale erreichen. Lediglich ein Viertelfinale beim Finder Darts Masters erzielte er. Die BDO World Darts Championship 2016 schloss er erneut direkt mit einer Auftaktniederlage ab: Dieses Mal gegen Jim Williams ohne Satzgewinn.
Im März gewann O’Shea das Isle of Man Classic gegen Geert de Vos. Hinzu kam der Finaleinzug bei den BDO International Open im Juni, im Januar allerdings erneut die Enttäuschung nach einem Erstrundenaus gegen Jim Williams mit 0:3.
Im Jahr 2017 konnte O’Shea daraufhin zwar einen Sieg bei den Turkish Open erzielen, jedoch stand zu diesem Zeitpunkt bereits fest, dass er nicht erneut an der BDO-WM teilnehmen wird. Er versuchte sich daraufhin 2018 erstmals an der PDC Qualifying School, ohne jedoch eine Tour Card zu erringen. Nach einem Wochenende auf der PDC Challenge Tour entschied O’Shea trotz Halbfinaleinzug erstmal weiter die BDO/WDF-Turniere zu spielen. Hier kam es wieder zu mehreren Viertelfinalteilnahmen und einem Halbfinale bei den Malta Open. Er qualifizierte sich daraufhin zum letzten Mal für die BDO World Darts Championship 2019, wo er in der ersten Runde Wesley Harms mit 2:3 unterlag.
Im Jahr 2019 kamen erneut keine Erfolge für O’Shea zustande, sodass er sich 2020 wieder bei der Q-School anmeldete. Für eine Tour Card reichte es jedoch wieder nicht.
Seit der Liquidation der BDO im Jahr 2020 und dem Beginn der COVID-19-Pandemie ist O’Shea im Profidart nicht mehr in Erscheinung getreten. Er war jedoch Teil der Online Darts League und nahm im Februar 2022 an der World Seniors Darts Championship teil, wo er in Runde eins gegen Kevin Painter verlor. Auch 2023 ging er bei diesem Turnier an den Start und unterlag diesmal Leonard Gates mit 0:3.
Seine Teilnahme an der World Seniors Darts Championship 2024 musste O’Shea kurzfristig wegen einer Verletzung an der Wurfhand absagen.

## Weltmeisterschaftsresultate

### BDO
- 2002: 1. Runde (2:3-Niederlage gegen  Colin Monk)
- 2003: Achtelfinale (2:3-Niederlage gegen  Colin Monk)
- 2004: Halbfinale (1:5-Niederlage gegen  Mervyn King)
- 2005: 1. Runde (1:3-Niederlage gegen  Marko Kantele)
- 2006: Viertelfinale (3:5-Niederlage gegen  Raymond van Barneveld)
- 2007: 1. Runde (0:3-Niederlage gegen  Martin Adams)
- 2008: Achtelfinale (2:4-Niederlage gegen  Robert Thornton)
- 2009: Finale (6:7-Niederlage gegen  Ted Hankey)
- 2010: Halbfinale (3:6-Niederlage gegen  Dave Chisnall)
- 2011: 1. Runde (1:3-Niederlage gegen  Ross Smith)
- 2012: Finale (5:7-Niederlage gegen  Christian Kist)
- 2013: Finale (1:7-Niederlage gegen  Scott Waites)
- 2014: 1. Runde (0:3-Niederlage gegen  Martin Adams)
- 2015: Viertelfinale (2:3-Niederlage gegen  Scott Mitchell)
- 2016: 1. Runde (0:3-Niederlage gegen  Jim Williams)
- 2017: 1. Runde (0:3-Niederlage gegen  Jim Williams)
- 2019: 1. Runde (2:3-Niederlage gegen  Wesley Harms)

### WSDT
- 2022: 1. Runde (2:3-Niederlage gegen  Kevin Painter)
- 2023: 1. Runde (0:3-Niederlage gegen  Leonard Gates)
- 2024: 1. Runde (nicht angetreten gegen  Andy Hamilton)
- 2025: Achtelfinale (0:3-Niederlage gegen  Derek Coulson)

## Turnierergebnisse
| Turnier                                    | 2000                       | 2001                       | 2002                       | 2003                       | 2004                       | 2005                       | 2006                       | 2007                       | 2008                       | 2009                       | 2010                       | 2011                       | 2012                       | 2013                       | 2014                       | 2015                       | 2016                       | 2017                       | 2018                       | 2019                       | ......             | 2022                | 2023                | 2024                | 2025                |
| ------------------------------------------ | -------------------------- | -------------------------- | -------------------------- | -------------------------- | -------------------------- | -------------------------- | -------------------------- | -------------------------- | -------------------------- | -------------------------- | -------------------------- | -------------------------- | -------------------------- | -------------------------- | -------------------------- | -------------------------- | -------------------------- | -------------------------- | -------------------------- | -------------------------- | ------------------ | ------------------- | ------------------- | ------------------- | ------------------- |
| BDO-Major-Turniere                         |                            |                            |                            |                            |                            |                            |                            |                            |                            |                            |                            |                            |                            |                            |                            |                            |                            |                            |                            |                            |                    |                     |                     |                     |                     |
| Weltmeisterschaft                          | n/t                        | n/q                        | 1R                         | AF                         | HF                         | 1R                         | VF                         | 1R                         | AF                         | F                          | HF                         | 1R                         | F                          | F                          | 1R                         | 1R                         | 1R                         | 1R                         | n/q                        | 1R                         | n/q                | Verband insolvent   | Verband insolvent   | Verband insolvent   | Verband insolvent   |
| World Masters                              | VF                         | 2R                         | 2R                         | 1R                         | F                          | 1R                         | AF                         | VF                         | HF                         | HF                         | AF                         | 3R                         | F                          | 5R                         | 3R                         | 1R                         | 4R                         | AF                         | 2R                         | n/t                        | n/a                | Verband insolvent   | Verband insolvent   | Verband insolvent   | Verband insolvent   |
| World Trophy                               | nicht ausgetragen          | nicht ausgetragen          | nicht ausgetragen          | nicht ausgetragen          | nicht ausgetragen          | nicht ausgetragen          | nicht ausgetragen          | nicht ausgetragen          | nicht ausgetragen          | nicht ausgetragen          | nicht ausgetragen          | nicht ausgetragen          | nicht ausgetragen          | nicht ausgetragen          | 1R                         | 1R                         | AF                         | n/q                        | AF                         | n/q                        | n/a                | Verband insolvent   | Verband insolvent   | Verband insolvent   | Verband insolvent   |
| WDF-Platin-/Major-Turniere                 |                            |                            |                            |                            |                            |                            |                            |                            |                            |                            |                            |                            |                            |                            |                            |                            |                            |                            |                            |                            |                    |                     |                     |                     |                     |
| International League                       | nicht ausgetragen          | nicht ausgetragen          | nicht ausgetragen          | VF                         | GP                         | F                          | GP                         | HF                         | nicht ausgetragen          | nicht ausgetragen          | nicht ausgetragen          | nicht ausgetragen          | nicht ausgetragen          | nicht ausgetragen          | nicht ausgetragen          | nicht ausgetragen          | nicht ausgetragen          | nicht ausgetragen          | nicht ausgetragen          | nicht ausgetragen          | nicht ausgetragen  | nicht ausgetragen   | nicht ausgetragen   | nicht ausgetragen   | nicht ausgetragen   |
| World Trophy                               | n/a                        | n/a                        | F                          | 1R                         | VF                         | 1R                         | AF                         | 1R                         | nicht ausgetragen          | nicht ausgetragen          | nicht ausgetragen          | nicht ausgetragen          | nicht ausgetragen          | nicht ausgetragen          | nicht ausgetragen          | nicht ausgetragen          | nicht ausgetragen          | nicht ausgetragen          | nicht ausgetragen          | nicht ausgetragen          | nicht ausgetragen  | nicht ausgetragen   | nicht ausgetragen   | nicht ausgetragen   | nicht ausgetragen   |
| WDF World Cup                              | n/a                        | n/t                        | n/a                        | VF                         | n/a                        | 2R                         | n/a                        | 3R                         | n/a                        | S                          | n/a                        | 2R                         | n/a                        | HF                         | n/a                        | n/t                        | n/a                        | n/t                        | n/a                        | n/t                        | n/a                | n/a                 | n/t                 | n/a                 | n/t                 |
| WDF Europe Cup                             | n/t                        | n/a                        | n/t                        | n/a                        | n/t                        | n/a                        | AF                         | n/a                        | 3R                         | n/a                        | 3R                         | n/a                        | 2R                         | n/a                        | n/t                        | n/a                        | n/t                        | n/a                        | n/t                        | n/a                        | n/a                | n/t                 | n/a                 | n/t                 | n/a                 |
| Finder Masters                             | n/q                        | n/q                        | HF                         | HF                         | VF                         | GP                         | n/a                        | GP                         | HF                         | GP                         | HF                         | GP                         | VF                         | VF                         | HF                         | VF                         | GP                         | n/q                        | GP                         | nicht ausgetragen          | nicht ausgetragen  | nicht ausgetragen   | nicht ausgetragen   | nicht ausgetragen   | nicht ausgetragen   |
| PDC-Turniere ohne Einfluss auf das Ranking |                            |                            |                            |                            |                            |                            |                            |                            |                            |                            |                            |                            |                            |                            |                            |                            |                            |                            |                            |                            |                    |                     |                     |                     |                     |
| Grand Slam of Darts                        | nicht ausgetragen          | nicht ausgetragen          | nicht ausgetragen          | nicht ausgetragen          | nicht ausgetragen          | nicht ausgetragen          | nicht ausgetragen          | n/q                        | n/q                        | VF                         | AF                         | GP                         | GP                         | VF                         | GP                         | nicht qualifiziert         | nicht qualifiziert         | nicht qualifiziert         | nicht qualifiziert         | nicht qualifiziert         | nicht qualifiziert | nicht qualifiziert  | nicht qualifiziert  | nicht qualifiziert  | nicht qualifiziert  |
| WSDT-Major-Turniere (Senioren-Tour)        |                            |                            |                            |                            |                            |                            |                            |                            |                            |                            |                            |                            |                            |                            |                            |                            |                            |                            |                            |                            |                    |                     |                     |                     |                     |
| Weltmeisterschaft                          | nicht ausgetragen          | nicht ausgetragen          | nicht ausgetragen          | nicht ausgetragen          | nicht ausgetragen          | nicht ausgetragen          | nicht ausgetragen          | nicht ausgetragen          | nicht ausgetragen          | nicht ausgetragen          | nicht ausgetragen          | nicht ausgetragen          | nicht ausgetragen          | nicht ausgetragen          | nicht ausgetragen          | nicht ausgetragen          | nicht ausgetragen          | nicht ausgetragen          | nicht ausgetragen          | nicht ausgetragen          | nicht ausgetragen  | 1R                  | 1R                  | n/t                 | AF                  |
| World Matchplay                            | nicht ausgetragen          | nicht ausgetragen          | nicht ausgetragen          | nicht ausgetragen          | nicht ausgetragen          | nicht ausgetragen          | nicht ausgetragen          | nicht ausgetragen          | nicht ausgetragen          | nicht ausgetragen          | nicht ausgetragen          | nicht ausgetragen          | nicht ausgetragen          | nicht ausgetragen          | nicht ausgetragen          | nicht ausgetragen          | nicht ausgetragen          | nicht ausgetragen          | nicht ausgetragen          | nicht ausgetragen          | nicht ausgetragen  | 1R                  | n/t                 | AF                  | n/a                 |
| World Masters                              | nicht ausgetragen          | nicht ausgetragen          | nicht ausgetragen          | nicht ausgetragen          | nicht ausgetragen          | nicht ausgetragen          | nicht ausgetragen          | nicht ausgetragen          | nicht ausgetragen          | nicht ausgetragen          | nicht ausgetragen          | nicht ausgetragen          | nicht ausgetragen          | nicht ausgetragen          | nicht ausgetragen          | nicht ausgetragen          | nicht ausgetragen          | nicht ausgetragen          | nicht ausgetragen          | nicht ausgetragen          | nicht ausgetragen  | HF                  | n/t                 | VF                  | n/a                 |
| Karrierestatistiken                        |                            |                            |                            |                            |                            |                            |                            |                            |                            |                            |                            |                            |                            |                            |                            |                            |                            |                            |                            |                            |                    |                     |                     |                     |                     |
| Jahresendplatzierung                       | unbekannt                  | unbekannt                  | 6                          | ?                          | 6                          | 6                          | ?                          | 5                          | 9                          | 1                          | 8                          | 8                          | 4                          | 3                          | ?                          | 24                         | 19                         | 36                         | 22                         | 42                         | –                  | ?                   | 16                  | 29                  | 29                  |
| Verband                                    | British Darts Organisation | British Darts Organisation | British Darts Organisation | British Darts Organisation | British Darts Organisation | British Darts Organisation | British Darts Organisation | British Darts Organisation | British Darts Organisation | British Darts Organisation | British Darts Organisation | British Darts Organisation | British Darts Organisation | British Darts Organisation | British Darts Organisation | British Darts Organisation | British Darts Organisation | British Darts Organisation | British Darts Organisation | British Darts Organisation | –                  | World Seniors Darts | World Seniors Darts | World Seniors Darts | World Seniors Darts |

| Legende zu den Turnierergebnissen | Legende zu den Turnierergebnissen | Legende zu den Turnierergebnissen | Legende zu den Turnierergebnissen | Legende zu den Turnierergebnissen | Legende zu den Turnierergebnissen | Legende zu den Turnierergebnissen | Legende zu den Turnierergebnissen | Legende zu den Turnierergebnissen | Legende zu den Turnierergebnissen |
| --------------------------------- | --------------------------------- | --------------------------------- | --------------------------------- | --------------------------------- | --------------------------------- | --------------------------------- | --------------------------------- | --------------------------------- | --------------------------------- |
| n/t                               | nicht teilgenommen                | n/q                               | nicht qualifiziert                | n/a                               | nicht ausgetragen                 | #R                                | Aus in jeweiliger Runde           | GP                                | Aus in der Gruppenphase           |
| AF                                | Achtelfinalist                    | VF                                | Viertelfinalist                   | HF                                | Halbfinalist                      | F                                 | Turnierfinalist                   | S                                 | Turniersieger                     |

## Titel

### BDO
- Weitere
  - BDO International Open: (1) 2009

### WDF
- Platinum-Kategorie
  - WDF World Cup
    - Herren: (1) 2009
    - Doppel: (2) 2011 (mit Martin Adams), 2013 (mit Stephen Bunting)
    - Teams: (2) 2007 (mit Steve Farmer, Martin Adams und John Walton), 2011 (mit Adams, Martin Atkins und Scott Waites)
    - Gesamtwertung: (3) 2003, 2011, 2013 (jeweils mit der englischen Mannschaft)

  - WDF Europe Cup
    - Gesamtwertung: (1) 2010 (mit der englischen Mannschaft)
- Open-Turniere
  - Swiss Open: (1) 2003
  - Welsh Masters: (1) 2008
  - Scottish Open: (1) 2009
  - Turkish Open: (2) 2009, 2017
  - Welsh Classic: (1) 2009
  - Northern Ireland Open: (1) 2011
  - Dutch Open: (1) 2012
  - Polish Open: (1) 2012
  - Romanian Open: (1) 2013
  - Jersey Classic: (1) 2014
  - Isle of Man Open: (1) 2016